# 545394 Rossetter
545394 Rossetter è un asteroide della fascia principale. Scoperto nel 2008, presenta un'orbita caratterizzata da un semiasse maggiore pari a 2,6833185 au e da un'eccentricità di 0,1524162, inclinata di 13,11809° rispetto all'eclittica.